# Трайпос

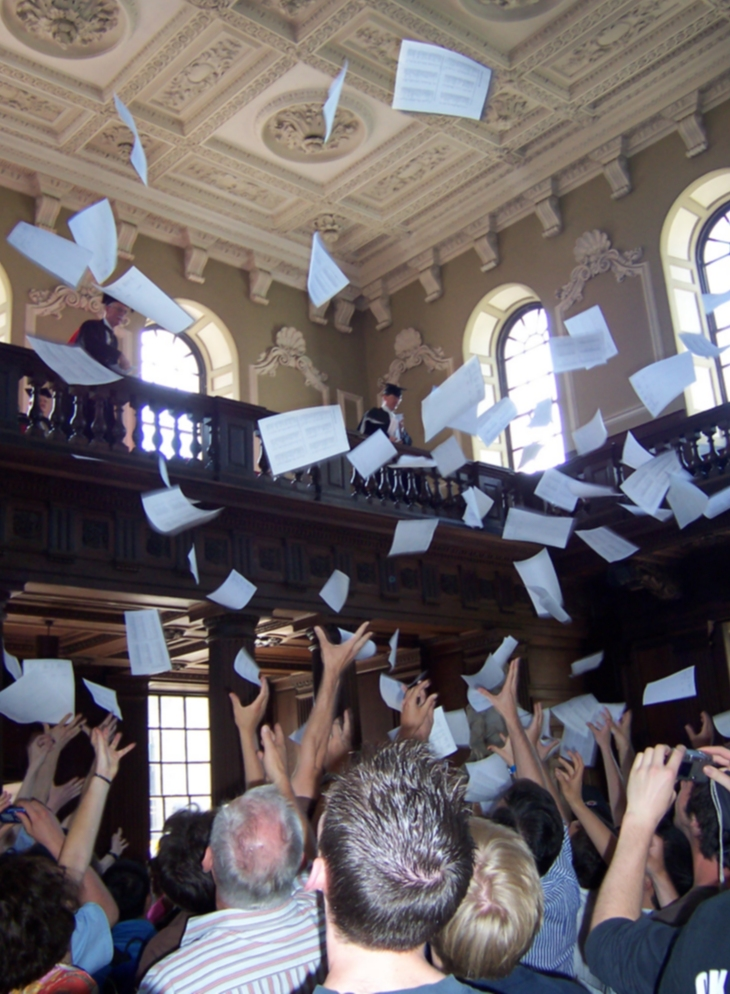
Оголошення результатів математичного трайпоса (2005)

Тра́йпос (англ. tripos) — традиційний випускний екзамен у Кембриждському університеті. Вважається, що ця назва походить від назви триногого стільця (англ. tripod — тринога), на якому сиділи екзаменовані.

## Результати екзамену
Найдавнішим трайпосом був трайпос з математики. З 1753 до 1909 року його результати публікувались, і ті, хто здав екзамен, залежно від успішності отримували ступені «полеміка»/«ранглера» (англ. Wrangler — букв. «сперечальник», «диспутант»), «старшого оптима» (англ. Senior Optime) і «молодшого оптима» (англ. Junior Optime).
При цьому визначалося місце випускника в кожному розряді. Найкращий випускник називався «старшим полеміком»/«старшим ранглером» (англ. Senior Wrangler), про що сповіщалось на урочистій церемонії під дзвони а ім'я заносилось в аннали університету. Випускник після закінчення повного курсу бакалаврату міг претендувати на отримання посади в коледжі. Старшими ранглерами ставали А. Кейлі (1842), Дж І. Літлвуд (сумісний, 1905), і, наймолодший, А. Фернандес (2013).

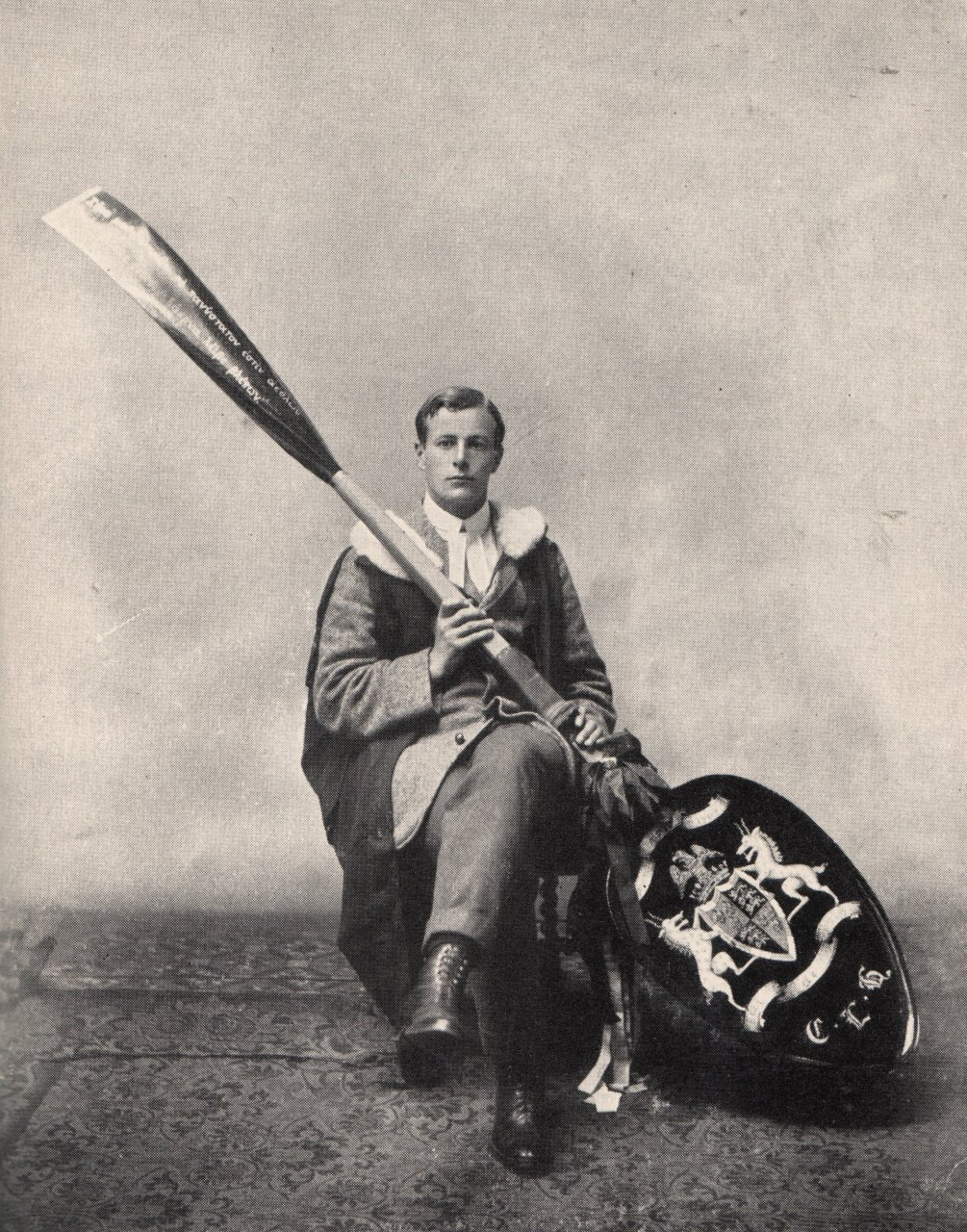
Остання дерев'яна ложка

Для найслабшого за результатами екзамену «молодшого оптима» існував спеціальний «приз» — велика, довжиною до 150 см дерев'яна ложка. У день видачі диплому цю ложку підвішували з галереї на шнурках над головою випускника, а потім урочисто опускали і вручали у присутності віце-ректора. Студенти, які показували найгірші результати у ступенях «старшого оптима» і «ранглера», отримували інколи звання «срібної ложки» та «золотої ложки» відповідно. У 1909 році таку «знущальну» традицію відмінили. Володарем останньої дерев'яної ложки став Катберт Лемпрайр Голтгаус (англ. Cuthbert Lempriere Holthouse), весляр-одиночник клубу веслярів із Сент-Джонс-коледж. Рукоять ложки була зроблена у вигляді весла, а на ній нанесена епіграма грецькою приблизно такого змісту: «Це остання дерев'яна ложка, яку вручали на математичному трайпосі. Ті, хто її побачать, нехай плачуть».
З 1910 року результати екзаменів публікуються за абетковим переліком студентів, тому дізнатись одразу ім'я невдахи не є можливим. Ті ж студенти, що набирали ще менше балів, ніж володар «дерев'яної ложки», отримували лише свідоцтво про проходження навчання (англ. Ordinary degree).